# Zombie Apocalypse
Zombie Apocalypse es un videojuego de acción Matamarcianos descargable desarrollado por Nihilistic Software y publicado por Konami.
En 2011, se lanzó una secuela, Zombie Apocalypse: Never Die Alone.

## Jugabilidad
Zombie Apocalypse es un juego de disparos multidireccional. El jugador controla uno de los cuatro personajes a través de 55 niveles ubicados en siete áreas diferentes. El jugador debe rescatar a los supervivientes y matar oleadas de zombis utilizando una variedad de armas y el entorno. El uso de muertes ambientales recompensa al jugador con más puntos por su puntuación. Cada cinco muertes otorga al jugador otro multiplicador de puntuación, que se restablece a uno al morir. Cada uno de los modos del juego se puede jugar en modo individual o multijugador.
Hay 12 trofeos/logros disponibles. Jugar el juego desbloquea nuevos modos.

## Desarrollo
Nihilistic buscó hacer un shooter arcade puro, similar a Robotron: 2084 y Smash TV. La inspiración para los entornos y personajes se tomó de películas de zombies, incluidas Night of the Living Dead y Return of the Living Dead.